# Leľa
Leľa (maďarsky Léled) je obec na Slovensku v okrese Nové Zámky. V obci žije 318 obyvatel.

## Historie
Osídlení území je doloženo archeologickými nálezy z období eneolitu (sídliště kultury s kanelovou keramikou a laténské sídliště).
První písemná zmínka o vesnici je z roku 1262, kde je nazývána jako Ledet. Pozdější název z roku 1920 je Lelid a od roku 1948 Leľa. Obec náležela ostřihomskému arcibiskupství. V roce 1715 měla mlýn a dvacet domácností. v roce 1828 zde žilo 447 obyvatel v 74 domech. V období 1938–1945 byla připojena k Maďarsku. Hlavní obživou bylo zemědělství a vinohradnictví.

## Přírodní poměry
Obec se leží na severním úpatí pohoří Burda, na pravém břehu řeky Ipeľ, která tvoří severní hranici s Maďarskem. Severní území v údolí řeky má charakter nivy, u řeky záplavové roviny. Jižní část je tvořena andezity a jejich pyroklastikami. Nadmořská výška se pohybuje v rozmezí 103 až 388 m, střed obce je ve výšce 127 m. Jižní část pohoří je pokryta lesním porostem s převahou dubů, habrů, buků, a akátů. V údolí jsou nivní a lužní půdy, ostatní části jsou pokryté hnědozemí a lesní půdou. Na území obce se nachází národní přírodní rezervace Leliansky les. Část pohoří Burda tvoří národní přírodní rezervace Burdov.
Obec sousedí na severu s Maďarskem, na východě s obcí Chľaba, na západě s obcí Bajtava a Skalka.

## Pamětihodnosti
Římskokatolický barokní filiální kostel svatého Jana Křtitele. Kostel byl postaven v období 1752–1774 a obnovený koncem 19. století.
Kostel je jednolodní s později přistavěnou věží v průčelí a ukončený segmentovým kněžištěm. Hladká fasáda je členěna okny se segmentovým zakončením. V interiéru se nachází pozdně barokní hlavní oltář s ambitem z druhé poloviny 18. století, který je řešen sloupovou architekturou se sochami svatého Jana Nepomuckého a svatého Pavla, v nadstavci se dvěma anděly a po stranách s rokajovými křídly. Pozdně barokní kazatelna má na parapetu obrazy čtyř evangelistů. Kamenná křtitelnice pochází z roku 1879. Kostel náleží pod římskokatolickou farnost Narození Panny Marie v Bajtavě, děkanát Štúrovo, diecéze nitranské.